# ناينارا (موقع إنترنت)
ناينارا (بالكورية:내나라) ، هي موقع إلكتروني إعلامي تتبع لكوريا الشمالية، ومواضيع موقع ناينارا الشبه رسمية للدولة تتكون من أخبار محلية وسياسية والموسيقى والفن والتجارة الخارجية، وتتوفر الموقع الإلكتروني 9 لغات، وهي :
- اللغة الإنجليزية.
- اللغة الكورية.
- اللغة الصينية.
- اللغة اليابانية.
- اللغة الفرنسية.
- اللغة الألمانية.
- اللغة الإسبانية.
- اللغة الروسية.
- اللغة العربية.

## وصلات خارجية
- Naenara.com.kp - Official Website
- korea-dpr.com
- North Korea's baby steps for the Internet at physorg.com